# Francesco Pacelli
Principe Francesco Pacelli (Roma, 27 febbraio 1874 – Roma, 22 aprile 1935) è stato un nobile e avvocato italiano, fratello maggiore di Eugenio Pacelli, papa col nome di Pio XII e bisnonno di Ascanio Pacelli. Fu un eminente avvocato e uomo di legge del Vaticano; fu consigliere legale di Pio XI per il quale guidò i negoziati dei Patti Lateranensi assieme al cardinale segretario di Stato Pietro Gasparri.

## Biografia

### I trascorsi e l'inizio della carriera
Francesco nacque nel 1874 a Roma, nella nobile famiglia dei principi Pacelli che per gran parte dell'Ottocento aveva prestato servizio presso la Santa Sede attraverso una lunga tradizione di uomini di legge. Il nonno di Francesco, Marcantonio Pacelli, era stato ministro delle finanze di Gregorio XVI e ministro dell'interno sotto Pio IX dal 1851 al 1870. Egli era stato uno degli artefici della fondazione de «L'Osservatore Romano», nato il 20 luglio 1860. Suo padre, Filippo Pacelli, fu avvocato del Tribunale della Sacra Rota.
Suo fratello, Eugenio Pacelli, venne ordinato sacerdote nella domenica di Pasqua del 2 aprile 1899 dal vescovo Francesco di Paola Cassetta (vice-reggente di Roma e amico di famiglia). Dopo essere entrato a servizio del Vaticano, venne scelto da papa Leone XIII per consegnare le condoglianze della Santa Sede a Edoardo VII del Regno Unito per la morte della madre, la Regina Vittoria. Tra il 1901 e il 1904 fu vice-presidente del Circolo San Pietro. Nel 1908 prestò servizio come rappresentante per il Vaticano al Congresso Eucaristico Internazionale di Londra, dove conobbe, tra gli altri, Winston Churchill. Nel 1911, rappresentò la Santa Sede all'incoronazione di re Giorgio V del Regno Unito. Papa Benedetto XV nominò nel frattempo suo fratello Eugenio nunzio apostolico in Baviera il 23 aprile 1917 consacrandolo vescovo titolare di Sardi, ed elevandolo subito dopo al rango di arcivescovo nella Cappella Sistina il 13 maggio di quello stesso anno. Anni dopo lo stesso fratello venne eletto nunzio in Germania come completamento dei concordati con la Baviera e lo spostamento della nunziatura a Berlino nel 1925.

### I Patti lateranensi
Francesco Pacelli fu decano degli avvocati della Sacra Rota e consigliere legale di papa Pio XI. Con questo ruolo egli fu il personaggio chiave per i negoziati dei Patti Lateranensi del 1929 che riaffermarono l'indipendenza del papato con la formazione dello Stato della Città del Vaticano come entità sovrana indipendente dall'Italia.
Dal 1926 al 1928 ebbe numerosi colloqui riservati con il consigliere di Stato Domenico Barone, negoziatore di parte italiana e, dopo la morte di questi il 4 gennaio 1929, incontrò direttamente il capo del Governo Benito Mussolini.

Francesco Pacelli descrisse nel suo Diario della Conciliazione i dettagli e le difficoltà dei negoziati secondo la prospettiva della Santa Sede. Durante le trattative Pacelli ebbe circa 200 udienze con Pio XI e presentò al pontefice più di 20 diverse stesure del trattato finale.
Dopo la firma dei Patti Lateranensi (11 febbraio 1929), i negoziati vennero siglati definitivamente il 7 giugno successivo, ponendo fine alla Questione romana. In riconoscimento dei servigi prestati, il papa concesse a Francesco Pacelli il titolo ereditario di marchese. Il re d'Italia, successivamente, gli concesse il titolo di principe.

### Eugenio e Francesco Pacelli: due fratelli a confronto

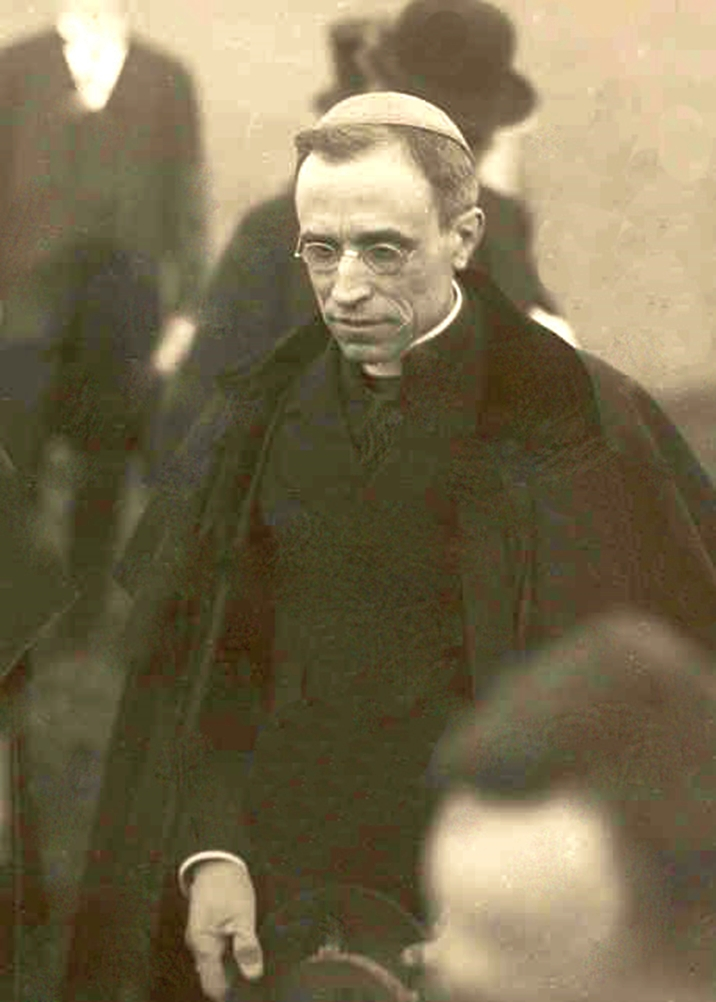
Eugenio Pacelli nelle vesti di nunzio apostolico in Germania, in una fotografia del 1922

Dopo che suo fratello Francesco aveva concluso i Patti Lateranensi, Eugenio Pacelli venne chiamato a Roma da papa Pio XI ed il 7 febbraio 1930 venne nominato cardinale segretario di stato succedendo a Pietro Gasparri. Francesco Pacelli lasciò però presto la Città del Vaticano trasferendosi a Roma a causa di problemi di salute, accudito dal fratello Eugenio. Madre Pascalina descrisse l'atmosfera di casa Pacelli come tranquilla ma elegante. Francesco era l'anima della casa da quando sua moglie era morta anni prima. Comparando i due fratelli, Francesco appariva a madre Pascalina più severo del giovane Eugenio.
I due Pacelli vivevano qui coi figli di Francesco, Carlo e Giuseppe, un gesuita, Marcantonio e Giulio Pacelli. Eugenio Pacelli viveva in un piccolo appartamento annesso alla casa che Francesco gli aveva riservato durante i suoi anni in Germania quando egli si recava in visita a Roma. La casa consisteva in due piccole stanze ed una cappella dove tutta la famiglia di Francesco Pacelli si riuniva ogni mattina per ascoltare la messa celebrata da Eugenio e per recitare il rosario.

### Malattia e morte
Lo stress causato dal gravoso e lungo impegno profuso per i Patti Lateranensi influì, senza dubbio, negativamente sulla salute di Francesco Pacelli, già minata. Egli soffriva di cuore e questo lo portò, negli ultimi anni di vita, ad una graduale riduzione del lavoro. "Ho tentato di servire Dio, la sua Chiesa e la mia famiglia" queste furono le sue ultime parole prima di morire. Francesco Pacelli morì a Roma il 22 aprile 1935 all'età di 61 anni.

## Matrimonio e figli
Francesco Pacelli sposò Luigia Filippini Lera (morta il 21 agosto 1920), dalla quale ebbe quattro figli:
- Carlo (29 novembre 1903 – 6 agosto 1970), principe dal 1941, sposò Marcella Benucci;
- Giuseppe (6 agosto 1905 – 31 marzo 1928), padre gesuita;
- Marcantonio (16 maggio 1907 - 3 gennaio 2007), sposò Gabriella Ricci Bartoloni;
- Giulio (11 maggio 1910 – 9 ottobre 1984), sposò Piera Bombrini.